# ArmaLite AR-10

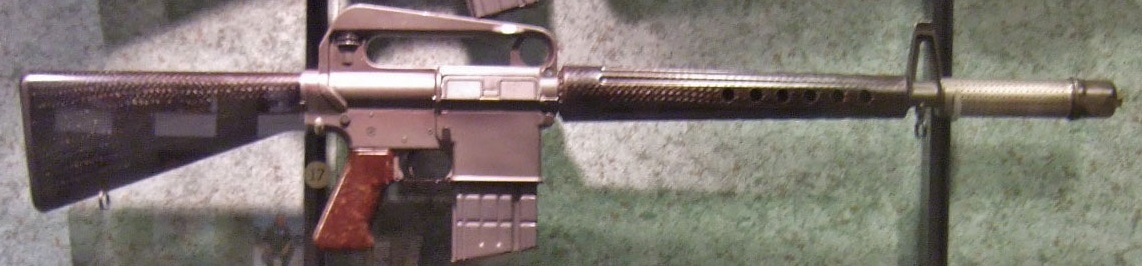
Um modelo inicial AR-10 "Hollywood" com supressor/compensador de tamanho superdimensional, no Museu Nacional de Armas de Fogo

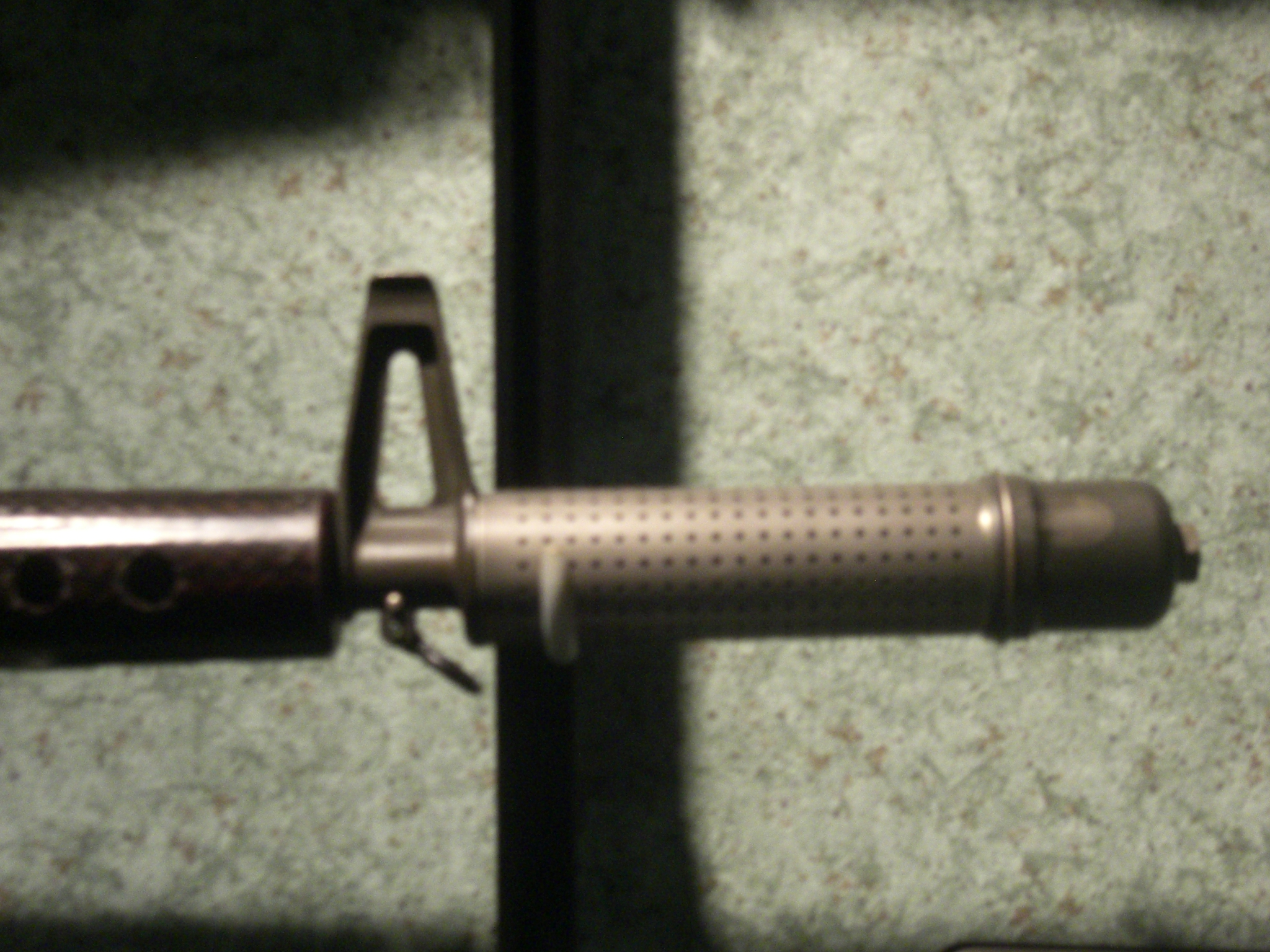
Flash Supressor/Compensador no modelo adiantado "Hollywood" "AR-10"

O Armalite AR-10 é um fuzil de batalha, que dispara munição 7,62x51mm NATO, desenvolvido por Eugene Stoner no final dos anos 50 e manufaturado pela ArmaLite, então uma divisão da Fairchild Aircraft Corporation. Quando introduzido pela primeira vez em 1956, o AR-10 usou um inovador cano de linha reta/projeto de estoque com composto fenólico e peças de liga forjada resultando em um braço pequeno significativamente mais fácil de controlar em fogo automático e mais de 1 lb (0,45 kg) mais leve do que outros rifles de infantaria do dia. Ao longo de sua vida útil, o AR-10 original foi construído em números relativamente pequenos, com apenas cerca de 10.000 rifles montados. No entanto, o ArmaLite AR-10 se tornaria o progenitor de uma ampla gama de armas de fogo.
Em 1957, o projeto básico do AR-10 foi reescalado e substancialmente modificado pela ArmaLite para acomodar o cartucho .223 Remington, e dado a designação ArmaLite AR-15. Em 1959, a ArmaLite vendeu seus direitos ao AR-10 e AR-15 à Colt Firearms, devido a dificuldades financeiras e limitações em termos de mão de obra e capacidade de produção. Após modificações (principalmente, a alça de carregamento foi recolocada sob a alça de transporte como AR-10 na parte traseira do receptor), o novo rifle redesenhado foi posteriormente adotado pelos militares dos EUA como fuzil M16. ArmaLite licenciou os projetos da AR-10 e AR-15 para Colt Firearms. O AR-15 acabou se tornando o M16.

## História e desenvolvimento
ArmaLite começou como uma pequena fabricada de engenharia fundada por George Sullivan, advogado de patentes da Lockheed Corporation e financiado pela Fairchild Engine e Airplane Corporation. Em 1 de outubro de 1954, a empresa foi incorporada como a ArmaLite Corporation, tornando-se uma subdivisão da Fairchild. Com capital limitado e pequena loja de máquinas, a ArmaLite nunca foi planejada para ser uma fabricante de armas. A empresa concentrou-se na produção de conceitos e projetos de armas pequenas para serem vendidos ou licenciados para outros fabricantes. Sullivan alugou uma pequena loja de máquinas em 6567 Santa Monica Boulevard em Hollywood, Califórnia, contratou vários funcionários e começou a trabalhar em um protótipo para um rifle de sobrevivência leve para uso por tripulação de avião derrubada.
Ao testar o protótipo do projeto do rifle de sobrevivência Armalite AR-5 em um campo de tiro local, Sullivan conheceu Eugene Stoner, um talentoso inventor de armas pequenas, que Sullivan contratou imediatamente para ser o principal engenheiro de projeto da ArmaLite. Na época, a ArmaLite Inc. era uma organização muito pequena (até 1956 tinha apenas nove funcionários, incluindo Stoner).  Com Stoner como engenheiro chefe de projeto, a ArmaLite lançou rapidamente vários conceitos de rifle interessantes.
Os primeiros protótipos do AR-10 de 7,62 mm surgiram em 1955 e início de 1956. Na época, o exército dos Estados Unidos estava no meio de testar vários rifles para substituir o obsoleto M1 Garand. O T44E4 de Springfield Armory e o T44E5 mais pesado foram versões essencialmente atualizadas do quarto de Garand para a nova rodada de 7,62 mm, enquanto Fabrique Nationale apresentou seu FN FAL como o T48.
AR-10 da ArmaLite entrou na competição tarde, enviando apressadamente dois rifles AR-10 de "produção" feitos à mão com base no quarto protótipo no outono de 1956 para o Armorial Springfield do Exército dos Estados Unidos para testes. Os protótipos AR-10 (quatro no total) apresentavam um design de estoque linear, vistas elevadas e rugosas, um alumínio de grande porte supressor de flash e compensador de retrocesso, e um sistema de gás ajustável. No quarto e último protótipo, o receptor superior e inferior estavam articulados com os dobradiças agora familiares e os pinos de remoção, e a alça de carregamento não correspondia e não estava presa ao suporte do parafuso. Para um rifle 7,62 mm NATO, o protótipo AR-10 foi incrivelmente leve em apenas 3,11 kg vazio.  Comentários iniciais da equipe de testes da Springfield Armory foram favoráveis, e alguns testadores comentaram que o AR-10 foi o melhor rifle automático leve já testado pela Armory.
Infelizmente, para o ArmaLite, o cano composto de alumínio/aço do rifle (um protótipo não testado de design especificado para os testes pelo presidente da ArmaLite, George Sullivan, sobre as veementes objeções de Stoner) explodiu em um teste de tortura conduzido pela Springfield Armory no início de 1957. ArmaLite rapidamente substituiu-o por um cano de aço convencional, mas o dano já foi feito. O relatório final de Springfield Armory aconselhou contra a adoção do rifle, afirmando que "levaria cinco anos ou mais para fazer exame de testes para adoção". Enquanto a ArmaLite se opôs, ficou claro que o AR-10, um novo rifle ainda no estágio do protótipo, estava em desvantagem em comparação com projetos concorrentes com ciclos de desenvolvimento mais longos, e em 1957, as forças de infantaria do exército dos EUA exigiam urgentemente um sistema moderno, rifle de infanteria alimentado por revista para substituir o M1. No final, o Exército escolheu o convencional T44, que entrou na produção como rifle M14 em 1957. Nesse mesmo ano, a ArmaLite completou cerca de 50 rifles de produção AR-10 em sua oficina para serem usados como modelos de demonstração para seus agentes de vendas, incluindo Samuel Cummings, um famoso negociador de armas internacional. As tentativas de acelerar a conclusão desses cinquenta rifles resultaram em algumas unidades que foram montadas com extensões de barril incorretamente usinadas, um defeito que passou despercebido no momento. Esses rifles de produção construídos na oficina da ArmaLite em Hollywood mais tarde seriam conhecidos como o modelo de Hollywood.
Em 4 de julho de 1957, a Fairchild ArmaLite vendeu uma licença de fabricação de cinco anos do AR-10 ao fabricante de armas holandês, Artillerie Inrichtingen (A.I.). Com a sua grande fábrica e instalações de produção, A.I. Poderia produzir o rifle ArmaLite nas grandes quantidades para as quais os futuros pedidos esperados da Fairchild.
Em 1957, Cummings garantiu uma ordem de 7.500 rifles AR-10 da Nicarágua, com uma entrega inicial de 1.000 rifles a serem entregues antes de janeiro de 1958.  O pedido dependia de uma conclusão bem-sucedida de um teste de resistência de 7.500 rodadas. Com o AR-10 em falta, Cummings deixou seu rifle demonstrador pessoal com o comandante-chefe militar da Nicarágua, o general Anastasio Somoza, que pessoalmente realizaria o teste de resistência. Enquanto o General Somoza estava atirando este rifle para o julgamento, a alça do parafuso sobre o ejetor cortou e passou pela cabeça de Somoza. O general devolveu o AR-10 da Cummings e cancelou toda a ordem da Nicarágua. Os rifles de Hollywood restantes foram inspecionados e remontados, conforme necessário, com novas peças para evitar a repetição da falha do parafuso, mas a ordem nicaraguense foi perdida para sempre.
Funcionários da A.I., entretanto, descobriram uma série de questões de fabricação e produção na versão de Hollywood do AR-10, tudo o que teve que ser resolvido antes que a produção em grande escala pudesse começar. Além de projetar e construir ferramentas para o rifle, o projeto deve ser convertido em dimensões métricas e os subcontratados devem ser encontrados para fornecer materiais ou fabricar peças componentes.  ArmaLite também continuou a enviar a A.I. pedidos de melhoria do produto, incluindo um regulador ajustável, um tubo de gás reposicionado e um novo supressor de flash de três pinos.  Acessórios como flash hiders, montagens de baioneta, fliperes de estilingue e graduações de visão, tiveram que ser projetados.
Historiadores de armas de fogo separaram a produção do AR-10 sob a licença da A.I. em pelo menos três versões básicas identificáveis, juntamente com vários esportes, carabina e outros modelos experimentais e calibres. As três principais variantes foram denominadas modelo sudanês, a transição e o modelo português do AR-10. da A.I. construiu todos esses rifles, começando pelo modelo sudanês AR-10. A versão sudanesa deriva o nome da venda de cerca de 2.500 rifles AR-10 do governo do Sudão em 1958. O modelo sudanês estava equipado com um tambor de aço estriado muito leve, equipado com um supressor de flash de corte, estilo, uma alça de baioneta, móveis de fibra de vidro leve e graduações de visão em árabe.  O modelo sudanês pesava apenas 3,3 kg (7.3 lb) com um carregador vazio.  O preço, incluindo kit de limpeza e quatro carregadores, foi de US$ 225 por rifle.  Todos os AR-10, produzidos pela ArmaLite ou por A.I., usaram o mesmo carregador de waffle de alumínio leve de 20 rodadas projetado por Stoner com lados ondulados e pressionados, destinados a serem descartados no combate, uma vez esvaziados.

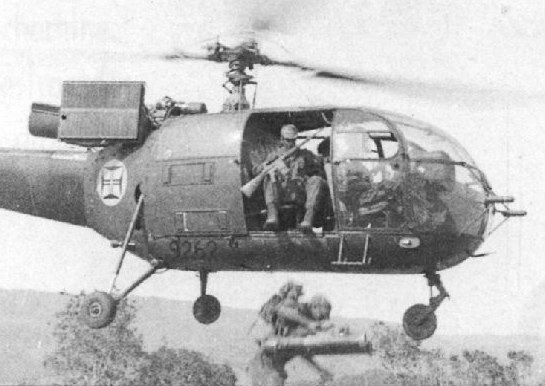
Paraquedistas portugueses armados com rifles AR-10 desembarcam de um helicóptero Alouette III durante a Guerra Angolana de 1961-1974.

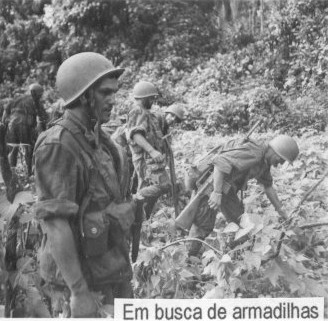
Paraquedistas portugueses armados com rifles AR-10 durante a Guerra Angolana de 1961-1974.

Produção do AR-10 foi limitada, porém Guatemala, Birmânia, Itália, Cuba, Sudão e Portugal compraram rifles AR-10 por questões limitadas para suas forças militares.  AR-10 sudaneses foram empregados em confrontos frequentes com guerrilhas e conflitos com países vizinhos, e alguns rifles capturados eventualmente surgiram em um serviço não oficial com vários exércitos, policiais e guerrilheiros africanos e coloniais. O AR-10 permaneceu em serviço com as Forças Especiais do Sudão até 1985.
Em 1958, uma variável de calibre especial de 7,62×39mm do AR-10 sudanês foi produzida em números muito pequenos para avaliação pela Finlândia e pela Alemanha. No mesmo ano, um AR-10 com um barril de 16 "foi desenvolvido em resposta a um pedido da KLM Airlines para uma carabina que poderia ser emitida para sua tripulação para vôos transpolar como parte de um kit de sobrevivência do Ártico, e aproximadamente 30 carabinas foram eventualmente produzido.  Uma série de AR-10 de transição também foram equipados com um bipé dobrável projetado para ficar de forma plana sob o antebraço.
A Marinha italiana adquiriu o AR-10 por suas equipes de comando submarino COMSUBIN. A Alemanha, a Áustria, os Países Baixos, a Finlândia e a África do Sul também compraram pequenos números do AR-10 para fins de teste, e o governo cubano de Batista ordenou 100 rifles modelo "Transitórios" em 1958. O pedido cubano foi entregue a Havana, mas em dezembro 1958, as forças de Fidel Castro assumiram o controle do país, incluindo o armazém contendo o embarque AR-10. Em 1959, em resposta a uma carta do agente de vendas da ArmaLite Sam Cummings, Castro convidou Cummings para Havana para discutir o pagamento dos rifles AR-10. Fidel, seu irmão Raúl e Che Guevara testaram o AR-10 fora de Havana. Impressionado pelo poder da fogo da arma, Castro pagou Cummings por todos os 100 rifles.
No entanto, a rápida piora das relações com os Estados Unidos eliminou qualquer chance de futuras vendas da AR-10 para Cuba e Castro transferiu o ex-Batista AR-10 para um grupo de revolucionários comunistas da República Dominicana. Em junho de 1959, os rebeldes, liderados por oficiais cubanos, invadiram a República Dominicana.  Os invasores foram derrotados pelo exército dominicano, e os rifles AR-10 do embarque de Batista foram encontrados nos corpos dos guerrilheiros.
O design final Artillerie Inrichtingen é conhecido como o modelo português AR-10. Esta versão final incorporou tudo o que foi aprendido até à data sobre o AR-10, incluindo rifle de serviço de infantaria e relatórios de testes de campo. Além de um barril mais pesado com câmara revestida de cromo, bipé opcional e os protetores de mão removíveis de plástico/metal do modelo de transição, a variante portuguesa tinha alças de parafusos mais largas, um extrator mais forte, um novo regulador de gás simplificado de três posições e uma braçadeira de armar com uma ajuda de parafuso dianteiro.  Acredita-se que aproximadamente 4,000-5,000 variantes portuguesas foram produzidas; Quase todos foram vendidos ao Ministério da Defesa Nacional de Portugal pelo negociador de armas com sede em Bruxelas, SIDEM International, em 1960. O AR-10 foi oficialmente adotado pelos batalhões paraquedistas portugueses (Caçadores paraquedistas), e o rifle viu um considerável serviço de combate nas campanhas de contra-insurgência de Portugal em Angola e Moçambique.
Nos testes do Exército dos EUA no Aberdeen Proving Ground, em novembro de 1960, e depois no serviço português, o AR-10 ganhou reputação de precisão (alguns rifles se agrupariam em 25 mm (1 polegada) a 100 metros com munição de serviço).  Paraquedistas portugueses descobriram que o AR-10 não só era preciso, mas era confiável em combate, apesar de condições de serviço robustas na selva africana e savana.
Alguns modelos AR-10 português e sudanês encontraram o seu caminho por vários meios para países africanos próximos; em Chade, o AR-10 foi muito apreciado pelos membros da Legião Estrangeira Francesa. Como um instrutor de polícia na República Democrática do Congo afirmou: "Foi uma boa arma de combate que nunca me falhou, um pouco demais (mas não tão ruim quanto a FAL ou M14) para o trabalho de casa em casa ou muito pesado, mas ótimo para 400-800 metros, nos apartamentos - e muito bom no corpo, depois de andar por volta de 12 a 14 horas procurando pessoas malvadas."
Alguns modelos AR-10 portugueses foram equipados com receptores superiores modificados pela A.I. para montar miras telescópicas de 3× ou 3.6×. Esses rifles foram usados por atiradores que acompanham pequenas patrulhas para eliminar inimigos individuais em intervalos prolongados em países abertos. Outros AR-10 foram usados pelos paraquedistas em um papel secundário para lançar granada de fuzis. O design de corte do gás incorporado do AR-10 permitiu disparar granadas de fuzis Energa sem ajuste do sistema de gás, e a ação de auto-carregamento até expulsaria as conchas vazias gastadas e carregaria a próxima, permitindo que várias granadas fossem disparadas rapidamente. O recuo adiado levou a cobrança de estoque do rifle, e alguns rifles portugueses foram adaptados com buttstock para todos os metais para suportar melhor a tensão causada por disparar as granadas pesadas. Vendas adicionais do rifle AR-10 foram bloqueadas depois que os Países Baixos embargaram novos rifles para Portugal. Os paraquedistas que se desdobraram para a África em anos posteriores foram subsequentemente emitidos com uma versão com estoque dobrável do rifle alemão Heckler & Koch G3. No entanto, o AR-10 continuou em serviço com algumas unidades aéreas portuguesas e foi utilizado até 1975 na emergência de descolonização de Timor-Leste (Timor-Leste).

## Produção do AR-10 semiautomático

### Série do rifles ArmaLite AR-10B
Em 1995, antigo oficial do exército de Munições, Mark Westrom, dono da Eagle Arms, comprou a marca ArmaLite e a companhia se tornou ArmaLite Inc. Pouco tempo após, ArmaLite Inc. introduziu um rifle completamente novo, conhecido coletivamente de série AR-10B de rifles. Notavelmente, o AR-10B não foi projetado utilizando o desenho original do AR-10, mas ao invés disso, foi baseado na Colt AR-15A2, com partes ampliadas ou reprojetadas como necessário para atirar com o cartucho de 7,62x51mm NATO (.308 Winchester). O protótipo AR-10B foi composto de subcomponentes individuais, testados num receptor especial menor, feito de duas placas de alumínio equipados em um SR-25, da empresa Knights Armament Company, montado num receptor superior, e prototipado utilizando análises de computador. O protótipo completo do AR-10B foi o primeiro rifle fora da linha de produção.
Desde 1995, a nova companhia ArmaLite também incorporou vários outros projetos e melhoramentos de engenharia para o AR-10, incluindo um novíssimo cartucho de metal, derivado do modelo dos Estados Unidos, rifle M14. A atual ArmaLite AR-10 é oferecida em diversas versões, incluindo um rifle A2 e A4 ou carabina com armazenamento desmontável, um alvo modelo (AR-10T), uma AR-10B retro com estilo sudanês de punho e alavanca de armar (produção limitada) e uma versão de calibre 300, Remington SAUM. Atuais usuários incluem a Polícia Tática de Ontário e a Unidade de Resgate.
Enquanto ArmaLite Inc. detém a marca americana do nome "AR-10", outros fabricantes de rifles atualmente produzem rifles de carga automática 7,62x51mm baseados geralmente no design AR-10: o DPMS LR-308, KAC SR-25, Knights Armament Corporation SR-25, Rock River Arms LAR-8, JP Enterprises LRP-07, American Spirit Arms ASA .308, Fulton Armory Titan, LWRC's R.E.P.R., LaRue Tactical's OBR, "The Edge" do fabricante RND, o Alemão Oberland Arms OA-10, a Lewis Machine and Tool LM308MWS, Bushmaster MOE 16 .308, Palmetto State Armory PA-10, Seekins SP-10, Smith & Wesson M&P10 e Windham Weaponry SRC-308. Estes rifles diferem tanto do atual como do original Armalite AR10 em algumas dimensões menores que tornam a Armalite AR10B não tão modular quanto o resto das armas de fogo baseadas no AR.

## Calibres Alternativos
Além de outros fabricantes que produzem variantes da AR-10 7,62x51mm NATO, estão sendo oferecidas inúmeras outras câmeras. Exemplos comuns desses calibres alternativos incluem .243 Winchester, .260 Remington, 6.5mm Creedmoor e .338 Federal. Os fabricantes desses canos incluem Advantage Ballistic, Wilson Combat e DPMS Panther Arms.

## Utilização no Brasil
No Brasil o AR-10 está sendo utilizado pelo BOPE e pela CORE - Coordenadoria de Recursos Especiais da Polícia Civil, além do BPChoque - Batalhão de Polícia de Choque, BAC - Batalhão de Ações com Cães e GAM -  Grupamento Aeromóvel, todos do Rio de Janeiro, em substituição ao FN FAL e ParaFAL, ambos produzidos nacionalmente pela IMBEL. Foram encomendados mais de 1000 novos fuzis (acompanhados de miras EOTech, lunetas e grips) de coronha, punho e outras partes verdes; que é para compor o novo uniforme camuflado que será utilizado no combate ao crime nas favelas e nas matas do estado.
Também é utilizado pelo Grupo de Radiopatrulha Aérea da Polícia Militar de Goiás - GRAer / PMGO, sendo empregado tanto nas aeronaves quanto nas viaturas terrestres. Além do Grupo Tático 3 (GT-3) da Policia Civil de Goiás e BOPE-TO.

## Compradores do AR-10 por país
Esta lista indica os compradores dos Rifles ArmaLite produzidos pela ArmaLite e seus licenciados de 1956-1960, não necessariamente versões ou modelos posteriores.
- Myanmar: Comprado nos anos 1960[46][47]
- Cuba[27]
- Finlândia[30]
- Guatemala[20]
- Índia - apenas para avaliação, em 1958[48]
- Itália[27]
- Nicarágua[20]
- Portugal[28]
- Roménia[49]
- Sudão[23] - Comprou 2500 rifles da A.I. factory, entrega outubro de 1958[50]
- Alemanha Ocidental - Comprou 135 rifles da A.I. factory, entrega agosto de 1958[50]